# Canama dorcas
Canama dorcas är en spindelart som först beskrevs av Tord Tamerlan Teodor Thorell 1881.  Canama dorcas ingår i släktet Canama och familjen hoppspindlar. Inga underarter finns listade.